# Barabás Tibor (labdarúgó)
Barabás Tibor (Tatabánya, 1955. augusztus 3. –) labdarúgó, középpályás.

## Pályafutása
A Tatabányai Bányász csapatában mutatkozott az élvonalban 1977. december 21-én az MTK-VM ellen, ahol csapata 2–0-ra kikapott. 1977 és 1986 között 181 bajnoki mérkőzésen szerepelt tatabányai színekben és nyolc gólt szerzett. Két bajnoki ezüst- és egy bronzérmet szerzett a csapattal. 1987 tavaszán az Eger csapatában szerepelt. Utolsó mérkőzésen a Zalaegerszeggel 1–1-es döntetlen játszott csapata.

## Sikerei, díjai
- Magyar bajnokság
  - 2.: 1980–81
  - 3.: 1981–82, 1986–87
- Magyar kupa (MNK)
  - döntős: 1985